# Nicolas Chalon du Blé
Nicolas Chalon du Blé markiz d'Huxelles i Cormatin (ur. 24 stycznia 1652 w Chalon-sur-Saône, zm. 10 kwietnia 1730 w Paryżu) – francuski dowódca i polityk.
Jego protektorem był François Michel Le Tellier de Louvois. Nicolas Chalon został marszałkiem Francji w roku 1703.
Po zakończeniu wojny o hiszpańską sukcesję (1701–1714) pełnił funkcję przewodniczącego rady (polisynodia) spraw zagranicznych conseil des affaires étrangères (1715–1718).
Pamiętnikarz Louis de Rouvroy, książę de Saint-Simon opisywał go jako wolno chodzącego olbrzyma, otyłego smakosza i rozpustnika otwarcie homoseksualnego, zatrudniającego przystojnych lokajów, a także leniwego niezbyt wykształconego wodza słabego ducha. Swój popielaty ulubiony surdut nosił do zupełnego zniszczenia.